# كريستيان جورجي
كريستيان جورجي (بالرومانية: Cristian Gheorghe)‏ هو لاعب كرة قدم روماني في مركز حراسة المرمى، ولد في 10 سبتمبر 1956 في بوخارست في رومانيا. شارك مع منتخب رومانيا لكرة القدم. أما مع النوادي، فقد لعب مع ستيودينتيسك بوخارست.

## وصلات خارجية
- كريستيان جورجي على موقع قاعدة بيانات كرة القدم.إي يو (الإنجليزية)
- كريستيان جورجي على موقع ناشيونال فوتبول تيمز (الإنجليزية)
- كريستيان جورجي على موقع عالم كرة القدم.نت (الإنجليزية)